# Relatiezwendel
Relatiezwendel is het geven van bedrieglijke informatie aan de liefdespartner teneinde deze geld en goederen afhandig te maken.
Oplichten en bestelen van de partner komt in alle soorten relaties voor. Het is bovendien niet tijd- of plaatsgebonden. De oplichters zijn vaak sociopaat en niet in staat tot een echte liefdesrelatie. Er zijn statistisch gezien meer mannelijke dan vrouwelijke plegers van dit misdrijf.
Het grensgebied met datingfraude is vaag. Over het algemeen kan men stellen dat relatiezwendel vanuit een bestaande relatie geschiedt terwijl men bij datingfraude een relatie aangaat of deze schijn wekt met het doel de ander op te lichten.
Een relatiezwendelaar maakt vaak meerdere slachtoffers. Deze slachtoffers worden niet alleen financieel benadeeld, ook maar ook emotioneel. Degene die een liefdesrelatie heeft meegemaakt met iemand die slechts op grof gewin ten koste van de partner uit was, kan zelfs besluiten geen nieuwe relatie meer aan te gaan.